# Известия Калмыкии
«Известия Калмыкии» — республиканская информационно-аналитическая газета, издававшаяся в Элисте, Калмыкия. Печатный орган Правительства Калмыкии. Газета освещала общественно-политические события, происходящие в Калмыкии.
Газета выходила 5 раз в неделю тиражом 8,143 экземпляров (июнь 2012 год).

## История
30 июля 1991 года Верховный Совет Калмыцкой АССР принял решение об учреждении и издании с 1 января 1992 года газеты Верховного Совета Калмыцкой АССР на русском языке под названием «Известия Калмыкии».
30 августа 1991 года вышел первый номер. Досрочный выпуск газеты был вызван прекращением деятельности Калмыцкого республиканского комитета КП РСФСР и закрытием его печатного органа «Советская Калмыкия».
14 марта 1992 года был утверждён Устав редакции.